# Salt (Jordânia)
Salt (em árabe: السلط As-Salt - pronunciado como Sult ou como Sal) é uma antiga cidade agrícola e centro administrativo no centro-oeste da Jordânia. É a velha estrada principal que conduz a partir de Amã para Jerusalém. Situado no altiplano Balqa, cerca de 790-1100 metros acima do nível do mar, a cidade é construída em curva de três colinas, perto do vale do rio Jordão. Uma das três colinas (Jebal Al Qal'a) é o local de uma fortaleza em ruínas do século XIII. É a capital da província de Balqa.

## Cidades Irmãs
- Cidade do Kuwait, Kuwait